# Gare de Hiyoshi (Kyoto)
Ne doit pas être confondu avec la gare de Hiyoshi située à Yokohama
La gare de Hiyoshi (日吉駅, Hiyoshi-eki) est une gare ferroviaire japonaise située à Nantan (secteur Hiyoshi) dans la préfecture de Kyoto. Elle est gérée par la compagnie JR West.

## Situation ferroviaire
La gare de Hiyoshi est située au point kilométrique (PK) 41,9 de la ligne principale San'in.

## Histoire
La gare a été inaugurée le 25 août 1910.

## Services aux voyageurs

### Accès et accueil
La gare dispose d'un bâtiment voyageurs, avec guichet, ouvert tous les jours.

### Desserte
- Ligne principale San'in :
  - voie 1 : direction Sonobe et Kyoto
  - voie 2 : direction Ayabe et Fukuchiyama

### Gares adjacentes
| «       |  | Service                                 |  | »                 |
| ------- |  | --------------------------------------- |  | ----------------- |
| Sonobe  |  | Kinosaki (express, occasionnel)         |  | Ayabe             |
| Sonobe  |  | Maizuru (express, occasionnel)          |  | Ayabe             |
| Funaoka |  | Ligne principale San'in (service local) |  | Shinkyūdaigakumae |